# 臺南職業訓練場
臺南職業訓練場（簡稱台南職訓場）是勞動部勞動力發展署雲嘉南分署的職業訓練場，目前位於臺南市官田工業區雲嘉南分署署址內，1985年成立。主要提供待業者職前訓練、在職者的在職訓練、現場考取技術執照的全國技術士技能檢定，以及補助並輔導企業團體辦理職業訓練等服務。

## 歷史

### 大事紀[1]
- 1981年11月1日，臺灣省政府成立南區職業訓練中心籌備處。
- 1985年4月1日，於臺南縣官田鄉（臺南市官田區）官田工業區成立「臺灣省南區職業訓練中心」，隸屬臺灣省政府。
- 1988年1月15日，臺灣省政府勞工處成立後一年，改隸臺灣省政府勞工處，並更名為「臺灣省政府勞工處南區職業訓練中心」。
- 1999年7月1日，臺灣省政府功能業務與組織調整後，改隸行政院勞工委員會職業訓練局（今勞動部勞動力發展署），並更名為「行政院勞工委員會職業訓練局臺南職業訓練中心」。
- 2009年10月8日，臺南職訓中心logo徵選活動。
- 2010年2月10日，「創意召集令」線上文章、照片徵選活動。4月17日，「臺南職訓、25綻放」職訓博覽會。10月24日，「臺南職訓、好Young的」公仔平面設計創意大賽。12月8日，於國立北港高級農工職業學校成立雲林職業訓練場，首先開辦TIG氬氣鎢極電銲課程。
- 2012年，於台南科技工業區尋求適當地點，以規劃新的台南職業訓練場[2]。
- 2014年2月17日，勞委會改組升格為勞動部後，將臺南職業訓練中心與雲嘉南區就業服務中心整合成立「勞動部勞動力發展署雲嘉南分署」，臺南職業訓練中心降為「臺南職業訓練場」。

### 歷任中心主任
1. 馬國臣：1985年4月－1994年1月
2. 王金鑫：1994年2月－2003年9月
3. 謝忠武：2004年1月－2007年9月
4. 黃春長：2007年10月－2009年8月
5. 蔡素芬：2009年8月－2010年12月
6. 李岳宗：2011年1月－2012年5月8日
7. 施貞仰：2012年5月8日－2014年2月16日（末任，首任勞動部勞動力發展署雲嘉南分署分署長）

## 館別與各類自辦課程
| - 工業控制 - 冷凍空調 - 水電 - 廣告設計 - 數位印刷傳播科技 - 消防安設備管理 - 烘焙麵包蛋糕 | - 自動控制 - 工業電子 - 應用電子 - 儀電控制工程 - 數位設計 | - 商業空間設計 - 創意家具設計及製作 - 電腦建築與空間設計繪圖 - 電腦輔助工程測量 - 彩繪塗裝技術 - 綠生活機能設計與實務 - 室內裝修實務 | - 電機整合 - 3D電腦輔助模具設計與製造 - 電腦輔助機械繪圖 - 電腦數值控制機械 - 機械加工與CNC車床 - 銲接 - 特殊銲接 |

## 外部連結
- 勞動部勞動力發展署雲嘉南分署全球資訊網-臺南官田職業訓練場 （页面存档备份，存于）
- 勞動部勞動力發展署雲嘉南分署全球資訊網 （页面存档备份，存于）